# Synagoge Pestalozzistraße

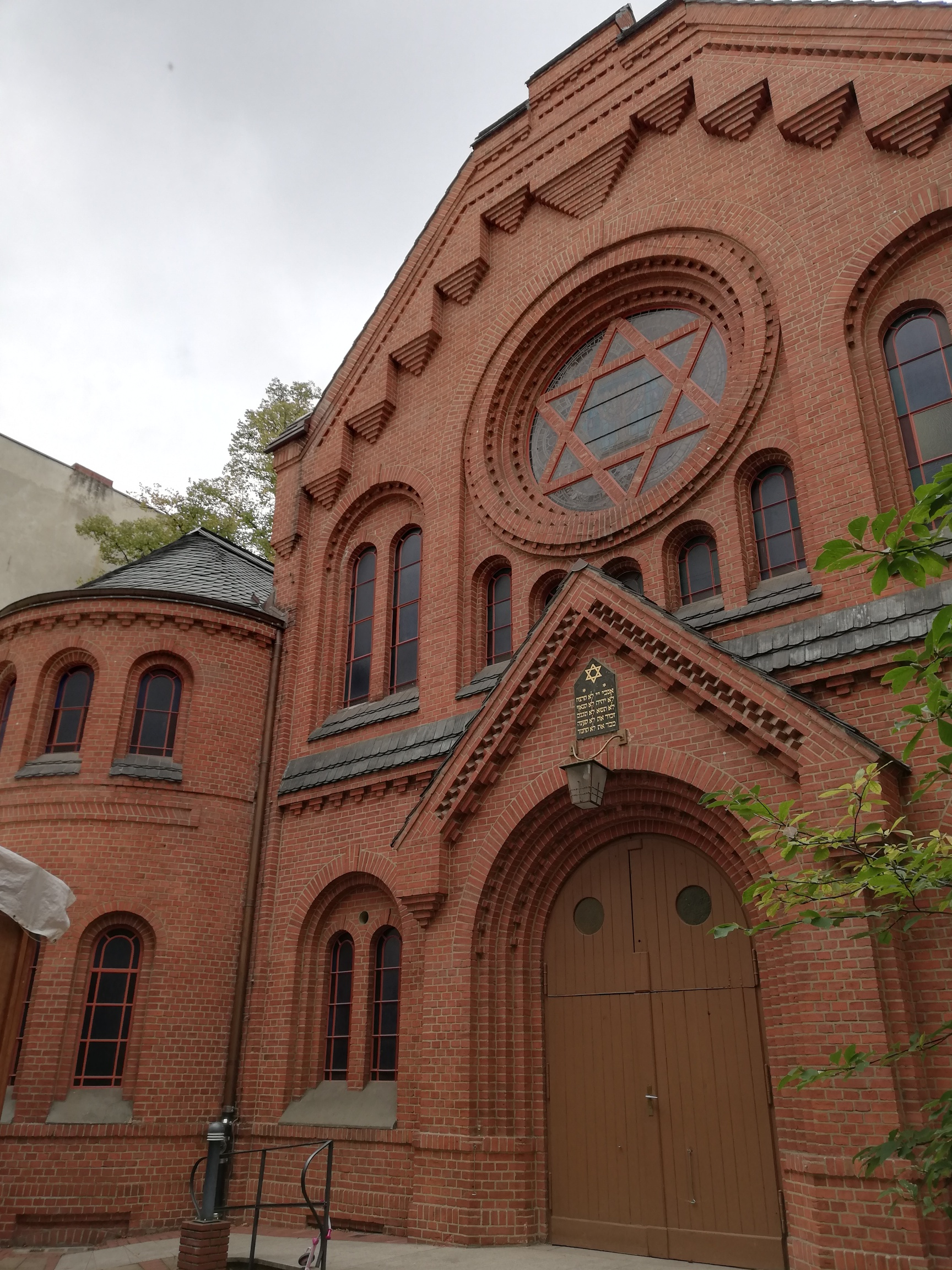
Synagoge Pestalozzistraße, 2018

Die Synagoge Pestalozzistraße befindet sich auf dem Hinterhof der Pestalozzistraße 14 im Berliner Ortsteil Charlottenburg.

## Geschichte
Erbaut wurde die Synagoge 1911/1912 als Privatsynagoge für orthodoxe Juden nach Plänen des Architekten Ernst Dorn. Ihre Stifterin war Betty Sophie Jacobsohn (1870–1942). Doch schon 1915 wurde das Gotteshaus zu einer offiziellen Synagoge der Jüdischen Gemeinde. In der Pogromnacht am 9. November 1938 brannte die Synagoge von innen aus und wurde während des Zweiten Weltkriegs u. a. als Wäscherei zweckentfremdet. 1947 wurde der Betsaal wieder eingeweiht und das Gotteshaus zu einer der wichtigsten Synagogen in Deutschland.
In den 1930er Jahren wirkte als Chorleiter der bedeutende Musikwissenschaftler, Schriftsteller und Maler Arno Nadel in der Synagoge Pestalozzistraße. Von 1947 bis zu seinem Tod war Estrongo Nachama zunächst Kantor, später Oberkantor dieser Synagoge. Die Synagoge Pestalozzistraße ist weltweit die einzige Synagoge, deren Ritus noch vollständig aus Kompositionen des bedeutenden Synagogalkomponisten Louis Lewandowski besteht, der den Ritus des deutschen Judentums seit Mitte des 19. Jahrhunderts entscheidend prägte. Der liberale Gottesdienst mit Orgel und gemischtem Chor wurde ursprünglich für die Synagoge Oranienburger Straße komponiert. Nach der Zerstörung dieser Synagoge wurde die Tradition der liberalen deutschen Juden nach 1945 in der Synagoge Pestalozzistraße fortgesetzt.
Im Zuge einer Restaurierung hat die Synagoge 2014 ihre ursprünglichen Wandmalereien von 1912 zurückerhalten.

### Rabbiner
Bedeutende Rabbiner der Synagoge waren u. a. Arthur Liebermann (1916/17), Emil Nathan Levy (1919–1934), Steven Schwarzschild (1948–1950), Nathan Peter Levinson (1950–1953), Cuno Lehrmann (1960–1971), Manfred Lubliner (1972–1980), Ernst M. Stein (1980–1998) und Tovia Ben-Chorin (2009–2015).
Seit 2015 amtiert Rabbiner Jonah Sievers in der Gemeinde.

## Gemeindeleben
Die Synagoge Pestalozzistraße ist eine Gebetsstätte der liberalen Berliner Juden. Die durchkomponierte Liturgie des Gottesdienstes für Kantor, Orgel und gemischten Chor zieht jährlich Besucher aus der ganzen Welt an. Einmal im Jahr veranstaltet die Synagoge einen wohltätigen Chanukka-Basar zum jüdischen Lichterfest.
Die Synagoge und die dazugehörenden Wohnhäuser in der Pestalozzistraße 14/15 sind gelistete Baudenkmale.
Aktuell dienen der Gemeinde Rabbiner Jonah Sievers und Kantor Isidoro Abramowicz.